# الفلوي
الفلوي (باللاتينية: Floian)، وهي ثاني مرحلة من فترة الأردوفيشي المبكر، حيث امتدت من 477.1  ± 1.2 إلى 471.3  ± 1.4 مليون سنة مضت، لمدة 5.8 مليون سنة تقريبا.

## التسمية
يعود مصطلح التريمادوشي إلى أبرشية فلو في محافظة فستريوتلاند السويد. وقد اقتراح الاسم "Floan" في عام 2004، لكن اللجنة الدولية للطبقات عدلتها إلى "Floian" كاسم رسمي للمرحلة.

## المقطع النموذجي
تقع نقطة ومقطع طبقة الحدود العالمية (GSSP) لبداية الفلوي في محجر «دياباسبروتت» في فستريوتلاند السويد (58°21′32″N 12°30′09″E / 58.3589°N 12.5024°E) وهو نتوء تعاقب طبقي يهيمن عليه الصخر الزيتي. وتعرف قاعدته بأول ظهور لكائنات خطيات رباعية مقاربة (Tetragraptus approximatus) التي تقع فوق طفل توين. وتعرف حدوده العلوية بأول ظهور لأنواع مخروطيات الأسنان البالتونيدوس تريانغولاريس (Baltoniodus triangularis).